# Benjamín Labatut
Benjamín Labatut (nascido em 1980) é um escritor chileno, autor do livro Quando Deixamos de Entender o Mundo, que foi recomendado pelo ex-presidente dos Estados Unidos, Barack Obama, e já foi publicado em mais de vinte idiomas. Em 2020, concorreu ao Prêmio Internacional Man Booker com este livro, mas perdeu para o francês David Diop.